# Nola epicentra
Nola epicentra är en fjärilsart som beskrevs av Edward Meyrick 1886. Nola epicentra ingår i släktet Nola och familjen trågspinnare. Inga underarter finns listade i Catalogue of Life.